# Époye
Époye est une commune française, située dans le département de la Marne en région Grand Est.

## Géographie
| Lavannes |              | Saint-Masmes |
| Berru    | Époye        | Selles       |
|          | Beine-Nauroy |              |

Époye se trouve à environ 15,3 km de Reims.

### Hydrographie

#### Réseau hydrographique
La commune est dans la région hydrographique « la Seine du confluent de l'Oise (inclus) à l'embouchure » au sein du bassin Seine-Normandie. Elle est drainée par le ruisseau d'Epoye, divers bras de la Conge et divers autres petits cours d'eau,.

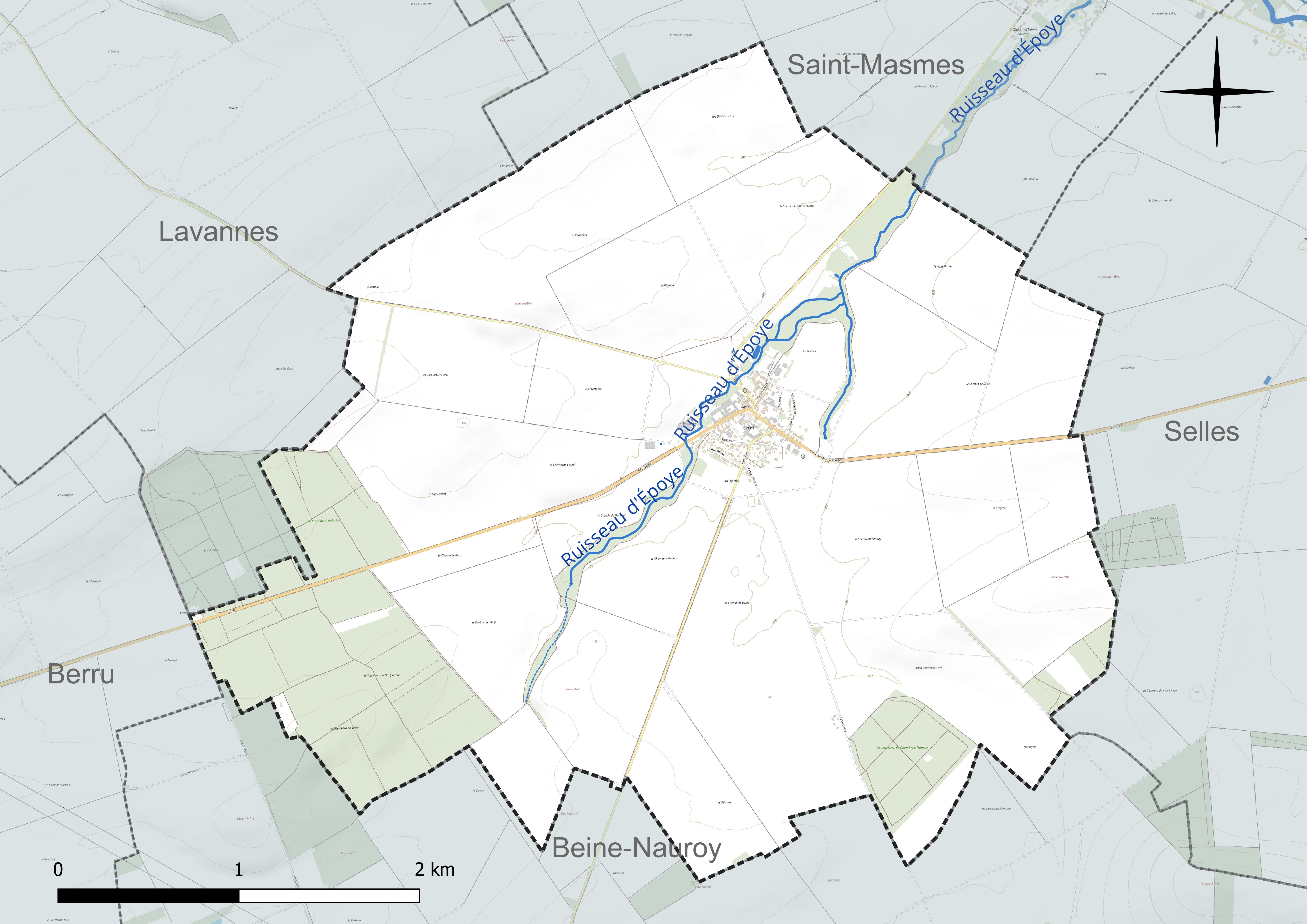
Réseau hydrographique d'Époye.

#### Gestion et qualité des eaux
Le territoire communal est couvert par le schéma d'aménagement et de gestion des eaux (SAGE) « Aisne Vesle Suippe ». Ce document de planification, dont le territoire s’étend sur 3 096 km2 répartis sur trois départements (Aisne, Marne et Ardennes) et deux régions (Champagne-Ardenne et Picardie), a été approuvé le 16 décembre 2013. La structure porteuse de l'élaboration et de la mise en œuvre est le Syndicat d’aménagement des bassins Aisne Vesle Suippe (SIABAVES). 
La qualité des cours d’eau peut être consultée sur un site dédié géré par les agences de l’eau et l’Agence française pour la biodiversité. 

### Climat
Pour des articles plus généraux, voir Climat du Grand Est et Climat de la Marne.
En 2010, le climat de la commune est de type climat océanique dégradé des plaines du Centre et du Nord, selon une étude du Centre national de la recherche scientifique s'appuyant sur une série de données couvrant la période 1971-2000. En 2020, Météo-France publie une typologie des climats de la France métropolitaine dans laquelle la commune est exposée à un climat océanique altéré et est dans la région climatique  Nord-est du bassin Parisien, caractérisée par un ensoleillement médiocre, une pluviométrie moyenne régulièrement répartie au cours de l’année et un hiver froid (3 °C). 
Pour la période 1971-2000, la température annuelle moyenne est de 10,2 °C, avec une amplitude thermique annuelle de 15,7 °C. Le cumul annuel moyen de précipitations est de 674 mm, avec 11,3 jours de précipitations en janvier et 8,1 jours en juillet. Pour la période 1991-2020, la température moyenne annuelle observée sur la station météorologique de Météo-France la plus proche, « Juniville », sur la commune de Juniville à 16 km à vol d'oiseau, est de 10,8 °C et le cumul annuel moyen de précipitations est de 704,4 mm. 
La température maximale relevée sur cette station est de 41,3 °C, atteinte le 25 juillet 2019 ; la température minimale est de −22,1 °C, atteinte le 13 janvier 1968,,. 
Les paramètres climatiques de la commune ont été estimés pour le milieu du siècle (2041-2070) selon différents scénarios d'émission de gaz à effet de serre à partir des nouvelles projections climatiques de référence DRIAS-2020. Ils sont consultables sur un site dédié publié par Météo-France en novembre 2022.

## Urbanisme

### Typologie
Au 1er janvier 2024, Époye est catégorisée commune rurale à habitat dispersé, selon la nouvelle grille communale de densité à sept niveaux définie par l'Insee en 2022.
Elle est située hors unité urbaine. Par ailleurs la commune fait partie de l'aire d'attraction de Reims, dont elle est une commune de la couronne,. Cette aire, qui regroupe 294 communes, est catégorisée dans les aires de 200 000 à moins de 700 000 habitants,.

### Occupation des sols
L'occupation des sols de la commune, telle qu'elle ressort de la base de données européenne d’occupation biophysique des sols Corine Land Cover (CLC), est marquée par l'importance des territoires agricoles (84,5 % en 2018), une proportion identique à celle de 1990 (84,5 %). La répartition détaillée en 2018 est la suivante : 
terres arables (84,5 %), forêts (13,5 %), zones urbanisées (2 %). L'évolution de l’occupation des sols de la commune et de ses infrastructures peut être observée sur les différentes représentations cartographiques du territoire : la carte de Cassini (XVIIIe siècle), la carte d'état-major (1820-1866) et les cartes ou photos aériennes de l'IGN pour la période actuelle (1950 à aujourd'hui).

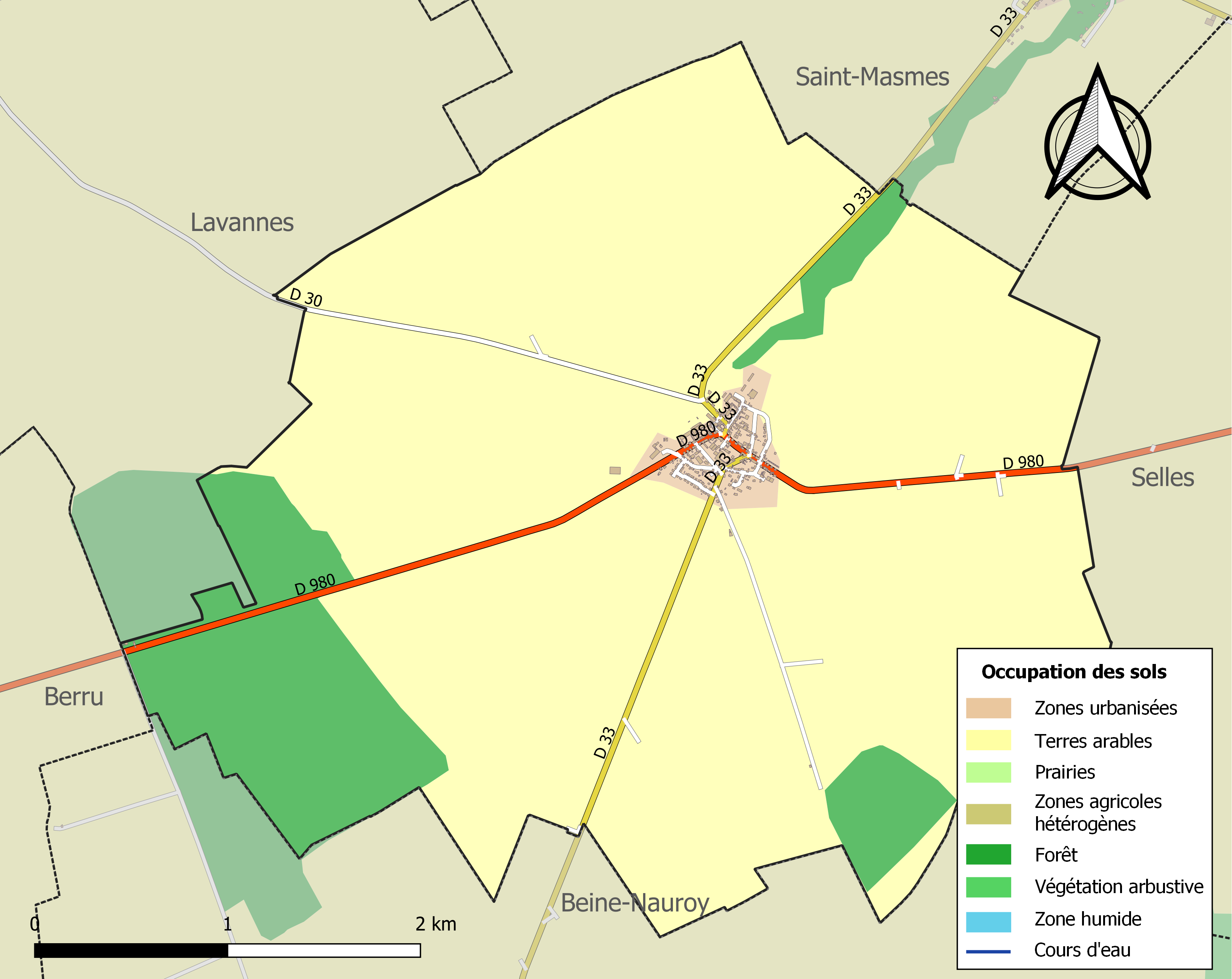
Carte des infrastructures et de l'occupation des sols de la commune en 2018 (CLC).

## Toponymie
Le nom de la localité est attesté sous les formes Spida (vers 948) ; Spoia (1126) ; Spoya (1156) ; Espoia, Espoie (1224) ; Espoya (vers 1263) ; Espoye (1326) ; Espoys (XIVe siècle) ; Espoix, Espoy (1556) ; Espois (1663).

## Histoire
Les murs du cimetière qui entourent l’église ont été construits en 1834 ; on y retrouve la base en pierre de l’ancienne croix du XVIe siècle, maintenant très fruste.

## Politique et administration
| Période                                  | Période                      | Identité        | Étiquette | Qualité |
| ---------------------------------------- | ---------------------------- | --------------- | --------- | ------- |
| Les données manquantes sont à compléter. |                              |                 |           |         |
| 1879                                     |                              | Vaillant        |           |         |
| avant 1988                               | ?                            | Rémy Vaillant   |           |         |
| 1995                                     | 2014                         | Pierre Boulonne | DVD       |         |
| 2014                                     | En cours (au 4 juillet 2014) | Gilles Werquin  |           |         |

## Démographie

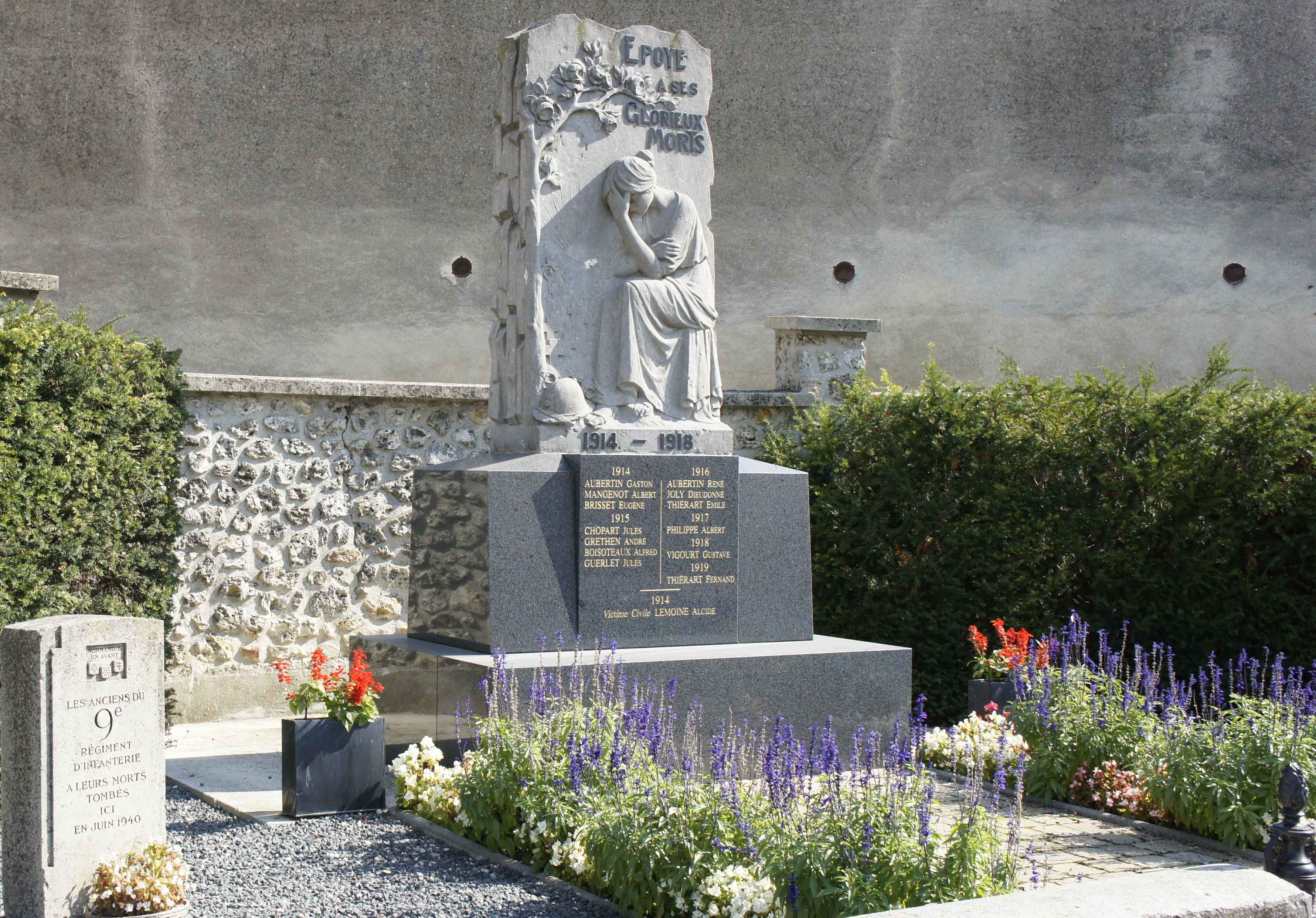
Vue du monument aux morts devant l'église.

L'évolution du nombre d'habitants est connue à travers les recensements de la population effectués dans la commune depuis 1793. Pour les communes de moins de 10 000 habitants, une enquête de recensement portant sur toute la population est réalisée tous les cinq ans, les populations de référence des années intermédiaires étant quant à elles estimées par interpolation ou extrapolation. Pour la commune, le premier recensement exhaustif entrant dans le cadre du nouveau dispositif a été réalisé en 2004.

En 2022, la commune comptait 417 habitants, en évolution de −4,58 % par rapport à 2016 (Marne : −1,19 %, France hors Mayotte : +2,11 %).
| 1793 | 1800 | 1806 | 1821 | 1831 | 1836 | 1841 | 1846 | 1851 |
| ---- | ---- | ---- | ---- | ---- | ---- | ---- | ---- | ---- |
| 266  | 337  | 337  | 349  | 478  | 500  | 543  | 573  | 579  |

| 1856 | 1861 | 1866 | 1872 | 1876 | 1881 | 1886 | 1891 | 1896 |
| ---- | ---- | ---- | ---- | ---- | ---- | ---- | ---- | ---- |
| 590  | 555  | 506  | 475  | 467  | 417  | 361  | 309  | 313  |

| 1901 | 1906 | 1911 | 1921 | 1926 | 1931 | 1936 | 1946 | 1954 |
| ---- | ---- | ---- | ---- | ---- | ---- | ---- | ---- | ---- |
| 336  | 316  | 308  | 217  | 273  | 263  | 289  | 309  | 247  |

| 1962 | 1968 | 1975 | 1982 | 1990 | 1999 | 2004 | 2006 | 2009 |
| ---- | ---- | ---- | ---- | ---- | ---- | ---- | ---- | ---- |
| 264  | 265  | 303  | 295  | 363  | 393  | 408  | 415  | 450  |

| 2014 | 2019 | 2022 | - | - | - | - | - | - |
| ---- | ---- | ---- | - | - | - | - | - | - |
| 443  | 415  | 417  | - | - | - | - | - | - |

## Lieux et monuments
L'église d'Époye est une église classée ayant fait l’objet d’une inscription au titre des monuments historiques depuis le 8 juin 1921.

## Personnalités liées à la commune
- Jean Gerbais (1622-1692), théologien français.
- Jacques Chéon est né le 9 novembre 1783 à Alincourt, entra dans l’armée de Napoléon en 1806, caporal le 1er février 1808, 1809 : il fait la campagne d’Autriche (Essling, Wagram…), 1810 : il fait la campagne de Castille et d’Andalousie (Almeida, Lisbonne…).1811 il est nommé sergent de voltigeur au 37e régiment d’infanterie légère.1813 Il fait la campagne d’Allemagne en Saxe (Lutzen, Dresde…), le 29 mai chevalier de l’ordre royal de la Légion d’honneur, il reçut un coup de feu à la tête pendant la bataille de Leipzig le 17 octobre 1813 ; 1814 il fait la campagne de France : Champaubert, Montmirail, Fère-Champenoise… ; 1815 : il fait la dernière des guerres napoléoniennes la campagne de Belgique (Ligny, Waterloo…) ; licenciement en septembre 1815 il a alors 32 ans ; marié à Marie-Jeanne Clément le 3 juin 1816 à Epoye (née en 1792 à Epoye) ; mort à Epoye le 7 avril 1830.(Source annuaire de la Marne, 1840 et Archives du secrétariat de l’Archevêché de Reims.)